# Jazine
Lo Jazine era uno dei traghetti della flotta della croata Jadrolinija. Costruito nel 1978, e messo ad operare sulla rotta Zara - Oltre, con il suo traghetto gemello Bork. Fu ristrutturato nel 1986 per permettergli una maggiore capacità di veicoli e passeggeri, allungandolo da 45 a 65 metri. Nel 2015, raggiunge Aliağa per la demolizione. 
Lo Jazine poteva ospitare 486 passeggeri e 42 veicoli.